# Ugra-Karma
Ugra-Karma je drugi studijski album finskog black metal-sastava Impaled Nazarene. Album je 1. prosinca 1993. godine objavila diskografska kuća Osmose Productions.
"Ugra-Karma" je izraz na sanskrtu koji označava loše ili štetno djelo.

## O albumu
Godine 1992. Mika Luttinen kupio je knjigu Hare Krišne koja je sadržavala tekstove pisane na sanskrtu i njihove prijevode na finski jezik; tekstovi pjesama na albumu bili su utemeljeni upravo na ovoj knjizi te je dio njih bio napisan na sanskrtu. Snimanje albuma odvilo se 28. srpnja 1993. u studiju Tico-Tico Studio u Kemiju, Finskoj. Glazbu i tekstove pjesama napisala su braća Kimmo i Mika Luttinen. Tijekom snimanja albuma grupa je istovremeno snimala i pjesme za singl Satanic Masowhore, koji je bio objavljen s albumom u prosincu 1993. godine.
Na naslovnici albuma nalazi se slika koja prikazuje Parvati, suprugu boga Šive, kako jaše na tigru. Sliku je naslikala Madame Koslovsky. Budući da je naslovnica bila stavljena na album bez dopuštenja autorice, godine 1997. skupina i diskografska kuća bili su tuženi zbog kršenja autorskih prava i trebali su platiti naknadu od oko 100.000 američkih dolara. Reizdanje albuma objavljeno u siječnju 1999. godine, koje se sastojalo i od pjesama sa singla Satanic Masowhore, sadrži drugačiju naslovnicu.

## Glazbeni stil i tekstovi
Kai Wendel, glazbeni kritičar časopisa Rock Hard, u svojoj je recenziji izjavio kako se sastav približavao grupama kao što su Mayhem i Burzum zbog korištenja simbolizma. Grupa je, međutim, izjavila kako se željela odijeliti od tadašnjeg black metal stila jer ga je smatrala običnim trendom. Glazba je još uvijek agresivna, no kaotični je stil prisutan na prethodnim glazbenim izdanjima "na ovom albumu puno čišći te je struktura pjesama sofisticiranija". Pjesme su "dulje i pamtljivije te je zvuk Impaled Nazarenea na 'Ugri-Karmi' melodičniji i 'više metalan', jer su grube punk i grindcore akorde zamijenili stvarni rifovi". Uz povremen zvuk klavijatura sastav stvara "nadrealnu, mističnu atmosferu koja prilikom prvog slušanja može zvučati pomalo uznemirujuće". S tekstualnog gledišta album čini "okrutno frfljanje o hinduističkoj mitologiji, primitivno slavljenje Sotone i sve vrste perverzija koje su intonirane na engleskom, njemačkom, finskom jeziku te čak i na sanskrtu". Posebno se ističe pjesma "Gott ist tot" čiji se tekst uglavnom sastoji od rečenica „Gott ist tot“ ("Bog je mrtav"), „Judean Gott ist tot“ ("Židovski je bog mrtav") i „Heil! Heil! Heil! Heil!“, zbog čega su bile pokrenute glasine da grupa prenosi poruke političke desnice. Tekst je pjesme na njemački jezik prevela Sylvia Fürst, Luttinenova prijateljica, koja je bila jedna od urednica kontroverznog glazbenog časopisa A-Blaze. Luttinen je u "Documentation 666 - At Calling Deathu" objasnio da pjesma nije bila nacionalsocijalistička već da se radi samo o mišljenju protiv Izraela i njegovom ophođenju prema Palestincima. Međutim, tekst pjesme ne sastoji se ni od kakvih aludiranja na Izrael i njegove politike.

## Popis pjesama
Tekstovi i glazba: Mika Luttinen i Kimmo "Sir" Luttinen. 
| 1.    | »Goatzied«                             | 1:18 |
| 2.    | »The Horny and the Horned«             | 3:29 |
| 3.    | »Sadhu Satana«                         | 2:30 |
| 4.    | »Chaosgoat Law«                        | 1:48 |
| 5.    | »Hate«                                 | 5:51 |
| 6.    | »Gott ist tot (Antichrist War Mix)«    | 2:57 |
| 7.    | »Coraxo«                               | 0:19 |
| 8.    | »Soul Rape«                            | 3:51 |
| 9.    | »Kali-Yuga«                            | 4:17 |
| 10.   | »Cyberchrist«                          | 5:38 |
| 11.   | »False Jéhova«                         | 2:16 |
| 12.   | »Sadistic 666 / Under a Golden Shower« | 4:13 |
| 38:27 |                                        |      |

| Bonus pjesme s reizdane inačice albuma | Bonus pjesme s reizdane inačice albuma                                   | Bonus pjesme s reizdane inačice albuma | Bonus pjesme s reizdane inačice albuma | Bonus pjesme s reizdane inačice albuma | Bonus pjesme s reizdane inačice albuma | Bonus pjesme s reizdane inačice albuma | Bonus pjesme s reizdane inačice albuma | Bonus pjesme s reizdane inačice albuma | Bonus pjesme s reizdane inačice albuma |
| Br.                                    | Skladba                                                                  | Trajanje                               |                                        |                                        |                                        |                                        |                                        |                                        |                                        |
| -------------------------------------- | ------------------------------------------------------------------------ | -------------------------------------- | -------------------------------------- | -------------------------------------- | -------------------------------------- | -------------------------------------- | -------------------------------------- | -------------------------------------- | -------------------------------------- |
| 13.                                    | »Satanic Masowhore«                                                      | 2:04                                   |                                        |                                        |                                        |                                        |                                        |                                        |                                        |
| 14.                                    | »Conned Thru Life (Diabolical Penis Mix)« (obrada Extreme Noise Terrora) | 1:13                                   |                                        |                                        |                                        |                                        |                                        |                                        |                                        |
| 41:44                                  |                                                                          |                                        |                                        |                                        |                                        |                                        |                                        |                                        |                                        |

## Recenzije
Kai Wendel, glazbeni kritičar časopisa Rock Hard, komentirao je: "Jednostavni, "punkasti" rifovi [...] koji su izravni i beskompromisni te dominirajući brzi bubnjevi daju pjesmama njihovu draž i originalnost". Herjulf iz webzinea Vönger izjavio je kako na albumu prevladava "nadrealna, mistična atmosfera koju stvaraju klavijature u pokušaju stvaranja neke vrste post-apokaliptičnog doživljaja kraja svijeta, pogotovo pri kraju pjesama "Kali-Yuga" i "Hate". Nažalost, ova ideja nije bila dosljedno ostvarena jer pjesme poput "Gott ist tot" i "Coraxo" ostavljaju dojam zabavnog projekta umjesto sastava utemeljenom na ozbiljnom konceptu. Tekstovi pjesama mogu se opisati prilično originalnim i egzotičnim".

## Zasluge
| Impaled Nazarene - Kimmo "Sir" Luttinen – gitara, bubnjevi - Jarno Anttila – gitara - Mika Luttinen – vokali - Taneli Jarva – bas-gitara | Ostalo osoblje - Ahti Kortelainen – produkcija - Madame Koslovsky – naslovnica - Jean-Pascal Fournier – naslovnica (reizdane inačice) |

## Fusnote
1. ↑  Nije kreditirana na albumu.